# Маній Аквілій (сенатор)
Маній Аквілій (лат. Manius Aquilius, д/н — після 74 до н. е.) — політичний діяч Римської республіки. За підкуп у справі, де він був суддею, позбавлений сенаторського стану.

## Життєпис
Походив з роду Аквіліїв. Син Манія Аквілія, консула 101 року до н. е. Про початок його кар'єри немає відомостей. Він успішно пережив громадянську війну між Гаєм Марієм та Луцієм Корнелієм Суллою і зумів стати членом сенату. У 74 році до н. е. був одним з суддів на процесі Стація Албія Оппіаніка, де суд виніс несправедливий вирок. Цей випадок викрив Марк Туллій Цицерон у промові «В захист Авла Клуенція Габіта». Хоча підозрювалася ціла низка суддів, зокрема, і голова суду Гней Юлій, факт отримання хабаря вдалося довести лише щодо двох осіб: Манія Аквілія і Тиберія Гутти. Маній отримав осуд від цензорів Луція Геллія Попліколи та Гнея Корнелія Лентула Клодіана, які виключили його з Сенату. Після цього вів приватне життя.

## Діти
- Маній Аквілій Красс, претор 43 року до н. е.
- Луцій Аквілій Флор, квестор в Азії.

## Зауваження
1. ↑  В той час проходила велика чистка сенаторів і всього були виключено з сенату 64 особи